# Communauté de communes Pays Fort Sancerrois Val de Loire
Die Communauté de communes Pays Fort Sancerrois Val de Loire ist ein französischer Gemeindeverband mit der Rechtsform einer Communauté de communes im Département Cher in der Region Centre-Val de Loire. Der Gemeindeverband wurde am 5. Dezember 2016 gegründet und umfasst 36 Gemeinden. Der Verwaltungssitz befindet sich im Ort Sancerre.

## Historische Entwicklung
Der Gemeindeverband entstand mit Wirkung vom 1. Januar 2017 durch die Fusion der Vorgängerorganisationen
- Communauté de communes Cœur du Pays Fort
- Communauté de communes Haut Berry Val de Loire und
- Communauté de communes du Sancerrois.

## Mitgliedsgemeinden
| Gemeinde                                                 | Einwohner 1. Januar 2022 | Fläche km² | Dichte Einw./km² | Code INSEE | Postleitzahl |
| -------------------------------------------------------- | ------------------------ | ---------- | ---------------- | ---------- | ------------ |
| Assigny                                                  | 152                      | 17,05      | 9                | 18014      | 18260        |
| Bannay                                                   | 841                      | 25,03      | 34               | 18020      | 18300        |
| Barlieu                                                  | 336                      | 27,87      | 12               | 18022      | 18260        |
| Belleville-sur-Loire                                     | 990                      | 11,01      | 90               | 18026      | 18240        |
| Boulleret                                                | 1.389                    | 32,71      | 42               | 18032      | 18240        |
| Bué                                                      | 305                      | 6,30       | 48               | 18039      | 18300        |
| Concressault                                             | 196                      | 7,45       | 26               | 18070      | 18260        |
| Couargues                                                | 197                      | 11,62      | 17               | 18074      | 18300        |
| Crézancy-en-Sancerre                                     | 425                      | 18,92      | 22               | 18079      | 18300        |
| Dampierre-en-Crot                                        | 203                      | 22,05      | 9                | 18084      | 18260        |
| Feux                                                     | 323                      | 27,46      | 12               | 18094      | 18300        |
| Gardefort                                                | 126                      | 8,44       | 15               | 18098      | 18300        |
| Jalognes                                                 | 269                      | 28,09      | 10               | 18116      | 18300        |
| Jars                                                     | 491                      | 37,34      | 13               | 18117      | 18260        |
| Le Noyer                                                 | 236                      | 19,98      | 12               | 18168      | 18260        |
| Léré                                                     | 1.095                    | 15,98      | 69               | 18125      | 18240        |
| Menetou-Râtel                                            | 463                      | 28,01      | 17               | 18144      | 18300        |
| Ménétréol-sous-Sancerre                                  | 296                      | 5,67       | 52               | 18146      | 18300        |
| Saint-Bouize                                             | 258                      | 14,97      | 17               | 18200      | 18300        |
| Saint-Satur                                              | 1.410                    | 7,86       | 179              | 18233      | 18300        |
| Sainte-Gemme-en-Sancerrois                               | 403                      | 14,84      | 27               | 18208      | 18240        |
| Sancerre                                                 | 1.328                    | 16,27      | 82               | 18241      | 18300        |
| Santranges                                               | 438                      | 24,31      | 18               | 18243      | 18240        |
| Savigny-en-Sancerre                                      | 1.111                    | 33,31      | 33               | 18246      | 18240        |
| Sens-Beaujeu                                             | 403                      | 21,54      | 19               | 18249      | 18300        |
| Subligny                                                 | 337                      | 17,26      | 20               | 18256      | 18260        |
| Sury-en-Vaux                                             | 685                      | 15,82      | 43               | 18258      | 18300        |
| Sury-ès-Bois                                             | 300                      | 31,90      | 9                | 18259      | 18260        |
| Sury-près-Léré                                           | 656                      | 17,78      | 37               | 18257      | 18240        |
| Thauvenay                                                | 319                      | 9,86       | 32               | 18262      | 18300        |
| Thou                                                     | 78                       | 9,19       | 8                | 18264      | 18260        |
| Vailly-sur-Sauldre                                       | 649                      | 18,25      | 36               | 18269      | 18260        |
| Veaugues                                                 | 605                      | 27,92      | 22               | 18272      | 18300        |
| Verdigny                                                 | 318                      | 4,99       | 64               | 18274      | 18300        |
| Villegenon                                               | 215                      | 32,93      | 7                | 18284      | 18260        |
| Vinon                                                    | 297                      | 18,01      | 16               | 18287      | 18300        |
| Communauté de communes Pays Fort Sancerrois Val de Loire | 18.143                   | 687,99     | 26               | –          | –            |